# Mesa el Arenal
Mesa el Arenal är en ort i Mexiko.   Den ligger i kommunen Ocampo och delstaten Michoacán de Ocampo, i den södra delen av landet, 130 km väster om huvudstaden Mexico City. Mesa el Arenal ligger 2 369 meter över havet och antalet invånare är 315.
Terrängen runt Mesa el Arenal är kuperad västerut, men österut är den bergig. Runt Mesa el Arenal är det ganska tätbefolkat, med 222 invånare per kvadratkilometer. Närmaste större samhälle är Heróica Zitácuaro, 17,2 km söder om Mesa el Arenal. I omgivningarna runt Mesa el Arenal växer i huvudsak blandskog.